# (147) Protogeneia
(147) Protogeneia ist ein Asteroid des äußeren Hauptgürtels, der am 10. Juli 1875 vom österreichisch-französischen Astronomen Leopold Schulhof an der Universitätssternwarte Wien entdeckt wurde. Es war seine einzige Asteroidenentdeckung.
Der aus altgriechisch πρωτογένεια prōtogéneia übertragene Name bedeutet Erstgeborene. Die Benennung erfolgte durch Karl Ludwig von Littrow auf Wunsch des Entdeckers in Anspielung auf die erste Entdeckung eines Kleinplaneten durch einen Astronomen, der in anderen Bereichen der Astronomie bereits bekannt war. Schulhof war zum Zeitpunkt der Entdeckung Assistent an der Wiener Sternwarte. K. von Littrow (Wunder des Himmels, 6. Aufl., Berlin 1878) erklärte: „Erhielt ihren Namen auf Einladung des Entdeckers… um die Erstlingsschaft des Fundes für diesen Entdecker anzudeuten.“

## Wissenschaftliche Auswertung
Aus Ergebnissen der IRAS Minor Planet Survey (IMPS) wurden 1992 erstmals Angaben zu Durchmesser und Albedo für zahlreiche Asteroiden abgeleitet, darunter auch (147) Protogeneia, für die damals Werte von 132,9 km bzw. 0,05 erhalten wurden. Nach der Reaktivierung von NEOWISE im Jahr 2013 und Registrierung neuer Daten wurden die Werte 2015 zunächst mit 120 oder 145 km bzw. 0,03 oder 0,04 angegeben und dann 2016 korrigiert zu 96,1 km bzw. 0,06, diese Angaben beinhalten aber alle hohe Unsicherheiten.

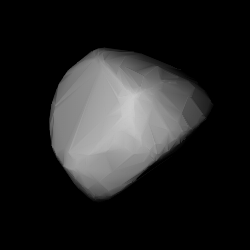
Berechnetes 3D-Modell von (147) Protogeneia

Photometrische Beobachtungen des Asteroiden erfolgten erstmals am 2. September 1981 am La-Silla-Observatorium in Chile. Die nur über einen Zeitraum von etwa zwei Stunden aufgenommene Lichtkurve zeigte jedoch keine Veränderungen, so dass keine Auswertungen möglich waren. Weitere Beobachtungen wurden vom 5. November bis 19. Dezember 2004 am Altimira Observatory in Kalifornien durchgeführt. Aus der aufgezeichneten Lichtkurve konnte nun eine Rotationsperiode von 7,853 h abgeleitet werden. Etwa zur gleichen Zeit gab es auch Messungen am Astronomischen Observatorium Yunnan in China. Die dort vom 2. bis 8. November 2004 gewonnenen Daten konnten mit denjenigen des Altimira Observatory kombiniert ausgewertet werden und ergaben eine Rotationsperiode von 7,852 h. Aus den archivierten photometrischen Daten des United States Naval Observatory und der Catalina Sky Survey in Arizona sowie weiteren Beobachtungen aus 2005 und 2008 wurden dann in einer Untersuchung von 2013 Gestaltmodelle des Asteroiden für zwei alternative Ausrichtungen der Rotationsachse mit prograder Rotation und eine Rotationsperiode von 7,8523 h bestimmt.
Zwischen 2012 und 2018 wurden mit der All-Sky Automated Survey for Supernovae (ASAS-SN) auch photometrische Daten von 20.000 Asteroiden aufgezeichnet. Auf mehr als 5000 davon konnte erfolgreich die Methode der konvexen Inversion angewendet werden, darunter auch (147) Protogeneia, für die in einer Untersuchung von 2021 ein verbessertes dreidimensionales Gestaltmodell für zwei alternative Rotationsachsen mit prograder Rotation und einer Periode von 7,8523 h berechnet wurde. Aus archivierten Daten des Asteroid Terrestrial-impact Last Alert System (ATLAS) aus dem Zeitraum 2015 bis 2018 konnte in einer Untersuchung von 2022 mit der Methode der konvexen Inversion eine Rotationsperiode von 7,8521 h berechnet werden.
Abschätzungen von Masse und Dichte für den Asteroiden (147) Protogeneia aufgrund von gravitativen Beeinflussungen auf Testkörper hatten in einer Untersuchung von 2012 zu einer Masse von etwa 12,3·1018 kg geführt, was aber mit einem angenommenen Durchmesser von etwa 118 km zu einer als unrealistisch bewerteten hohen Dichte bei keiner Porosität führte.